# ديف بيري
ديف بيري (بالإنجليزية: Dave Berry)‏ (1 يونيو 1945 في المملكة المتحدة - ) هو لاعب كرة قدم بريطاني في مركز الدفاع. لعب مع ماكليسفيلد تاون ونادي بلاكبول ونادي تشستر سيتي.